# Felix Borchardt

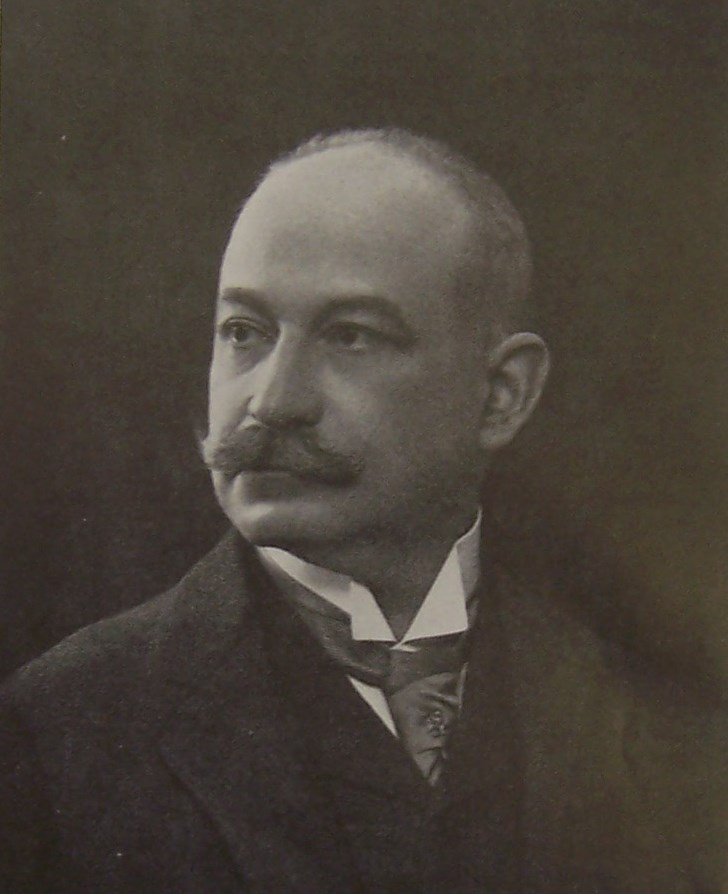
Felix Borchardt

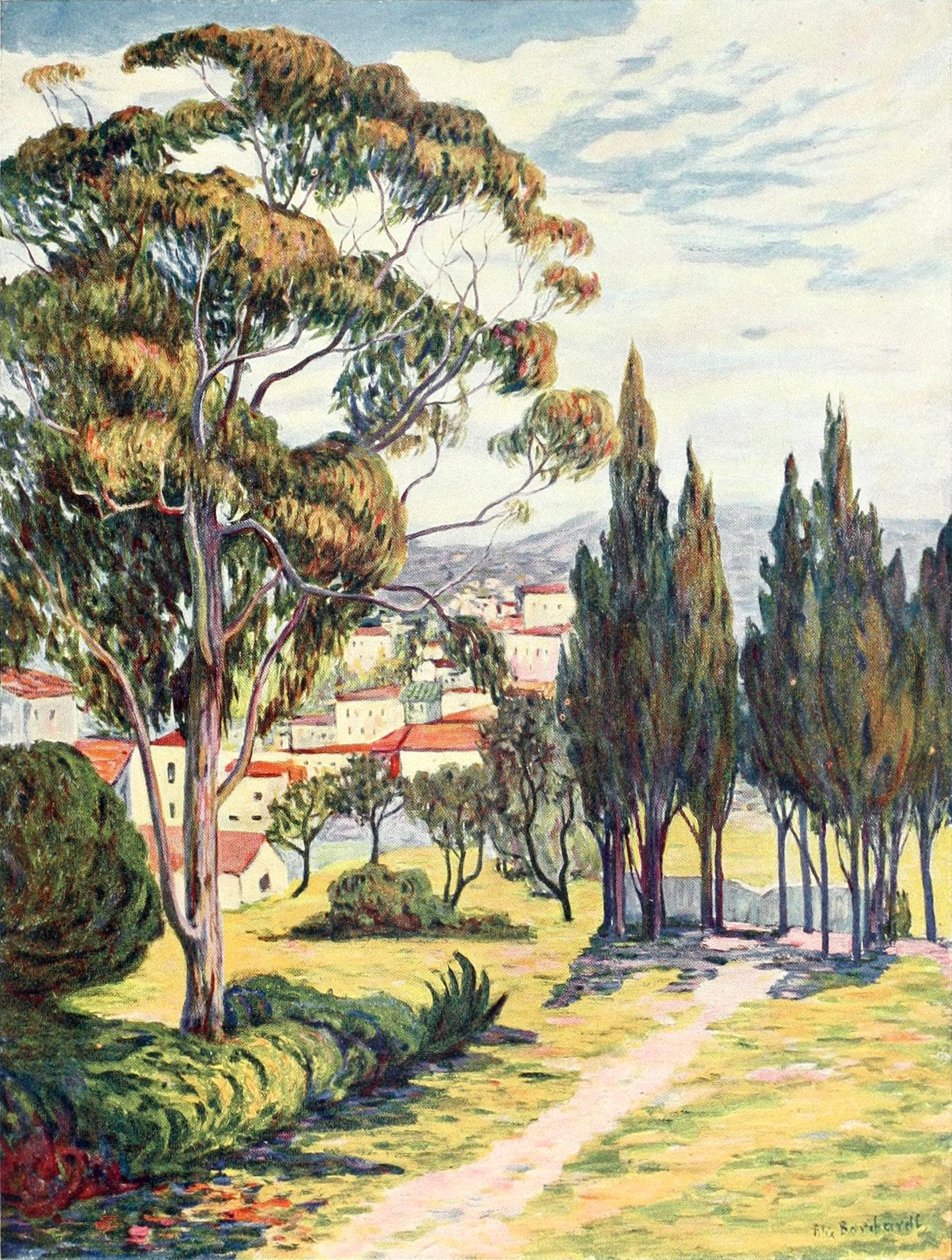
Les Environs de Nice

Felix Richard Siegfried Borchardt (* 7. März 1857 in Berlin; † 15. Februar 1936 ebenda) war ein deutscher Maler.

## Leben
Felix Borchardt war der jüngste von vier Söhnen des Berliner Juristen Siegfried Borchardt (1815–1880), costa-ricanischer Ministerresident, und dessen Ehefrau Helene, geb. Saling (1824–1899). Nach dem Tode der Eltern waren die Brüder wohlversorgt und finanziell unabhängig. Felix Borchardt studierte Malerei an der Berliner Akademie bei Max Michael. Anschließend bereiste er Holland, die Türkei, Spanien, Marokko und Ägypten. 1882 war er in Griechenland Reisebegleiter des Erbprinzen Bernhard von Sachsen-Meiningen. Es folgten Aufenthalte in Neapel (1887–1892) und in Dresden (1892–1899). Hier heiratete er 1893 die 23-jährige Elizabeth de Bosse. Im Jahr darauf bekamen sie ein Kind, die spätere Schriftstellerin Elisabeth Castonier.
Felix Borchardt begann als Kopist und malte bis 1895 unter dem Eindruck der alten Meister und der Genrebilder Franz von Lenbachs. Seit 1896 zeigte sich der Einfluss moderner schwedischer Strömungen und des französischen Impressionismus. 1897 wurde Borchardt Mitglied der Dresdner Sezession. Auch als Porträtist war er erfolgreich.
1899 verließ die Familie Dresden, um nach Paris zu ziehen. Dort erhoffte und fand Felix Borchardt mehr Anerkennung seiner Werke, die nicht nur von Privatsammlern, sondern auch vom französischen Staat für das Musée du Luxembourg erworben wurden. Durch den renommierten Pariser Architekten Charles Plumet ließ er 1907/08 ein Haus in der Rue Octave Feuillet bauen, das bald Treffpunkt für Maler, Musiker und Journalisten wurde, wie zum Beispiel Paolo Tosti (Komponist), Enrico Brancaccio (Maler), John Grand-Carteret (Autor), Julius Meier-Graefe (Kunsthistoriker), Theodor Wolff (Chefredakteur des Berliner Tageblatts), Max Nordau (Philosoph und Autor) und viele andere. In Paris hat Borchardt regelmäßig an den Salons der Société Internationale in der Galerie Georges Petit teilgenommen. Seine ersten Einzelausstellungen hatte er 1902 in der Galerie L’Art Nouveau von Siegfried Bing und 1903 bei Bernheim-Jeune. Mit dem einflussreichen Kunstkritiker Louis Vauxcelles war Borchardt bei Claude Monet in Giverny.
1905 wurde Felix Borchardt vom Figaro Illustré beauftragt, Kaiser Wilhelm II. für eine Sonderausgabe „Europäische Monarchen“ zu zeichnen. Er fertigte außerdem ein, nach eigener Aussage misslungenes, Ölgemälde des Kaisers an.
1911 verließ Borchardt mit seiner Familie Paris und lebte zunächst in Gmund am Tegernsee und zog 1912 nach Berlin, wo er sich hauptsächlich als Porträtmaler betätigte. Mit einem Porträt von Alfred Kerr beteiligte er sich 1917 an der Ausstellung der Berliner Sezession.
1927 publizierte Felix Borchardt seine Autobiografie.

## Ehrungen
Borchardt wurde zum Ritter der Ehrenlegion ernannt.

## Werke
- Im Flensburger Hafen, um 1903. Privatbesitz Flensburg
- Porträt Kaiser Wilhelm II., um 1906, ehemals Reiff-Museum Aachen, Kriegsverlust
- Porträt Georg Hermann, Stadtmuseum Berlin
- Porträt Hans von Oelschläger, Musée d’Orsay, Paris
- Ölgemälde „Begegnung“ (am Tegernsee), eines der Hauptwerke. Jahrzehnte verschollen und wiederentdeckt, 2021 versteigert für 5.100 € (entspricht heute inflationsbereinigt 5.900 €) in der ZDF-Sendung Bares für Rares.[3]